# Salet

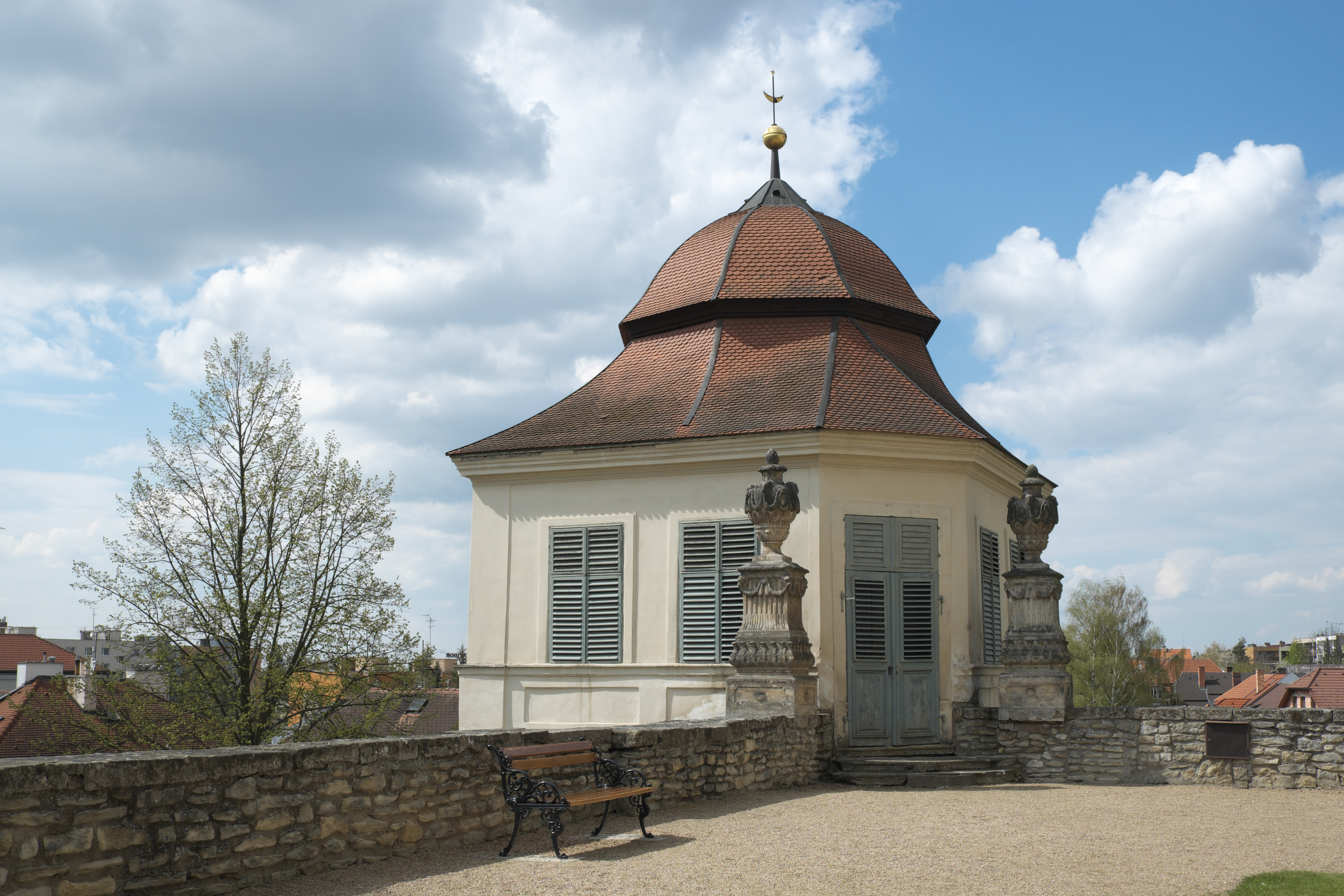
Salet ve francouzské zahradě zámeckého návrší v Litomyšli

Salet (m.) nebo též saleta (f.) je menší zděná stavba, zahradní domek či pavilonek určený k odpočinku nebo krátkodobému pobytu. Zpravidla byly budovány v zámeckých parcích a zahradách jako romantické lovecké zámečky či letohrádky určené pro rozličné kratochvíle panstva. Na českém území jsou hojně dochované salety např. v Lednicko-valtickém areálu, na Zámeckém návrší v Litomyšli, v Ratibořicích, v Nových Dvorech na Kutnohorsku ad.